# James Horton
James V. Horton (* 1948 in London) ist ein britischer Maler. 2009 wurde er zum Präsident der Royal Society of British Artists (RBA) gewählt.

## Leben und Wirken
James Horton wurde 1948 in London geboren. Heute lebt und arbeitet er in Cambridge. Von 1964 bis 1966 studierte er an der Sir John Cass Art School, von 1966 bis 1970 an der City & Guilds of London Art School. 1970 erhielt er ein Reisestipendium nach Florenz. 1971 bis 1974 absolvierte er das Royal College of Art, an dem er mit einem Master of Arts abschloss.
Neben seinen zahlreichen Arbeiten als Maler lehrte er bis 1990 an verschiedenen Bildungseinrichtungen wie an der Sir John Cass Art School, am Mary Ward Centre, an der Anglia Polytechnic University, und veröffentlichte Artikel in Fachzeitschriften und einige Bücher.

## Ausstellungen
Neben zahlreichen gemischten Ausstellungen, in denen er zusammen mit anderen Künstlern auftrat, konnte Horten folgende eigene Ausstellungen realisieren:
- 1974 Hay Galleries
- 1975 Fortesque Gallery in London
- 1976 Caldwell Galleries in Dublin und Belfast
- 1980 Trumpington Gallery in Cambridge
- 1981 Collection Gallery in Stockholm
- 1990 Broughton House Gallery in Cambridge
- 2008 Chappel Galleries in Essex[1]

## Preise
1972 gewann der den B.E.A. Art Awards und 1992 den The Discerning Eye.

## Werke
Auswahl einiger Bücher:
- James Horton: An Introduction to Drawing. DK Publishing, 1994 (englisch).
- James Horton: Composition & Perspective. Booksales, 1994 (englisch).
- Hazel Harrison, James Horton: How to Paint Skin Tones. North Light Books, 1995 (englisch).
- Noel Gregory, James Horton, Roy Lang, Michael Sanders: Oil Painting - Step-by-Step. Search Press, 2011 (englisch).